# تامارا بیکووا
تامارا بیکووا (روسی: Тамара Владимировна Быкова؛ زادهٔ ۲۱ دسامبر ۱۹۵۸) ورزشکار دو و میدانی پرش ارتفاع اهل روسیه است. وی در مسابقات کشوری و بین‌المللی در مجموع برندهٔ ۳ مدال طلا، ۵ مدال نقره، ۲ مدال برنز شده‌است.